# Hayden Norris
Hayden Norris, född 21 augusti 2002, är en brittisk tävlingscyklist som tävlar i bancykling.

## Karriär
Vid EM 2025 i Heusden-Zolder tog Norris brons tillsammans med Harry Ledingham-Horn och Harry Radford i lagsprint.